# FKM Nové Zámky
FKM Nové Zámky là một câu lạc bộ bóng đá Slovakia, đến từ thị trấn Nové Zámky. Câu lạc bộ được thành lập năm 1907.